# دالان‌کن پونا
دالان‌کن پونا (نام علمی: Geositta punensis) نام یک گونه از سرده دالان‌کن‌ها است.